# 原鯊屬
原鲨属（学名：Proscyllium）是软骨鱼纲真鲨目原鲨科的一屬。該屬於1904年由Franz Martin Hilgendorf描述及命名。

## 物种
原鲨属所包括的物种如下：
- 哈氏原鯊 Proscyllium habereri Hilgendorf, 1904
- 大原鯊Proscyllium magnificum Last & Vongpanich, 2004
- 雅原鲛 Proscyllium venustum S. Tanaka, 1912